# Peter Aufschnaiter
Peter Aufschnaiter (2. listopadu 1899 Kitzbühel – 12. října 1973 Innsbruck) byl člen nacistických oddílů SS, rakouský horolezec, geograf a kartograf.

## Život
Narodil se v tyrolském Kitzbühelu, střední školu navštěvoval v Kufsteinu. V roce 1917 šel do války; roku 1919, po složení závěrečných zkoušek, odešel na vysokou školu do Mnichova studovat zemědělství. Už od mladých let se aktivně zajímal o horolezectví.
Koncem třicátých let se účastnil himálajské expedice s cílem zdolat Nanga Parbat, devátou nejvyšší horu světa. To se mu však nepodařilo, při výstupu byl zajat Brity, jelikož hora se nacházela na území Britské Indie, a Britské impérium právě vstoupilo do války s Německou říší. Společně s Heinrichem Harrerem a dalšími zajatci byl odvezen do internačního tábora v Déhrádúnu. Roku 1944 se Aufschnaiterovi, Harrerovi a dalším dvěma Němcům, Hansi Koppovi a Brunu Treipelovi, podařilo ze zajateckého tábora utéci.
Aufschnaiter a Harrer zamířili do Tibetu. Dostali se i do Lhasy, což se před nimi podařilo jen několika málo lidem ze Západu. Aufschnaiter pracoval pro tibetskou vládu coby geograf a kartograf, jeho příběh později vylíčil Harrer ve své knize Sedm let v Tibetu. Počátkem 50. let Aufschnaiter Tibet opustil a usadil se nejdříve na čas v Nepálu a Indii, kde působil jako kartograf a zemědělský inženýr.
Zemřel v Innsbrucku v roce 1973.
Ve filmu Sedm let v Tibetu z roku 1997 Aufschnaitera ztvárnil anglický herec David Thewlis.